# Luis Otávio
Luis Otávio Costa de Aquino (Beberibe, 12 aprile 2007) è un calciatore brasiliano, centrocampista dell'Internacional.

## Carriera
Luis Otávio è cresciuto nel settore giovanile dell'Internacional, che lo ha acquistato nel 2022 dal Juazeiro. Nell'aprile del 2024 ha firmato il suo primo contratto professionistico ed il 19 ottobre ha debuttato in prima squadra nell'incontro di Série A vinto 1-0 contro il Grêmio.

## Statistiche
Statistiche aggiornate al 24 novembre 2024.

### Presenze e reti nei club
| Stagione        | Squadra         | Campionato      | Campionato | Campionato | Coppe nazionali | Coppe nazionali | Coppe nazionali | Coppe continentali | Coppe continentali | Coppe continentali | Altre coppe | Altre coppe | Altre coppe | Totale | Totale | Totale |
| Stagione        | Squadra         | Comp            | Pres       | Reti       | Comp            | Pres            | Reti            | Comp               | Pres               | Reti               | Comp        | Pres        | Reti        | Pres   | Reti   |        |
| --------------- | --------------- | --------------- | ---------- | ---------- | --------------- | --------------- | --------------- | ------------------ | ------------------ | ------------------ | ----------- | ----------- | ----------- | ------ | ------ | ------ |
| 2024            | Internacional   | PD/RS+A         | 0+5        | 0          | CB              | 0               | 0               | CS                 | 0                  | 0                  |             | -           | -           | 5      | 0      |        |
| Totale carriera | Totale carriera | Totale carriera | 5          | 0          |                 | 0               | 0               |                    | 0                  | 0                  |             | -           | -           | 5      | 0      |        |